# سلسو آلبه‌لو
سلسو آلبه‌لو (اسپانیایی: Celso Albelo‎؛ زادهٔ ۱۷ نوامبر ۱۹۷۶) یک خواننده تنور اپرا اهل اسپانیا است.
او تا کنون در مراکز مشهور اپرا همچون «لا اسکالا» (میلان)، «سالن سلطنتی اپرا» (لندن) و «تئاترو لا فِنیچه» (ونیز) در نقش‌های اصلی اپرا، هنرنمایی کرده است.

## زندگی‌نامهٔ هنری
نخستین معلم او در آواز «پیلار کاسترو پالاثون» بود. سپس تحصیلات خود را در «هنرستان عالی موسیقی» در سانتا کروس و زیر نظر «ایزابل گارسیا سوتو» و همچنین در «مدرسه عالی خوانندگی ملکه سوفیا» در مادرید زیر نظرِ «تام کراوس» و «مانوئل سید» پی گرفت و سرانجام دوره عالی آموزش آواز را با «کارلو برگونسی» در «آکادمی موسیقی بوستو» گذراند.

## جوایز و افتخارها
او تا کنون، برندهٔ جوایز گوناگونی در زمینه خوانندگی و آواز شده است که برخی از آنها عبارتند از:
- جایزهٔ اپرا اَکتوآل (۲۰۰۸)
- اسکار اپرا (۲۰۱۲–۲۰۱۰)
- جایزهٔ ملی تئاترو کامپوآمور در اپرا (۲۰۱۲–۲۰۱۰)
- مدال طلای قناری (۲۰۱۳)
- جایزهٔ جوزپه لوگو (۲۰۱۳)
- جایزهٔ کودارالیو (۲۰۱۴)